# Madame Rouge
Madame Rouge es una supervillana ficticia que aparece en DC Comics, apareciendo por primera vez en Doom Patrol # 86 (marzo de 1964). El personaje fue creado por Arnold Drake.
Michelle Gomez interpreta la versión de acción en vivo del personaje en la tercera y cuarta temporada de la serie Doom Patrol de HBO Max.

## Historia
Laura De Mille fue originalmente una actriz de teatro francesa. Después de un accidente automovilístico, ella desarrolló una doble personalidad dual / mal. En este punto, atrajo la atención de Cerebro y su asociado Monsieur Mallah. Con la ayuda de Mallah, Cerebro realizó una cirugía en De Mille que fue, desde su perspectiva, exitosa, sublimando su buena personalidad y permitiendo que su personalidad malvada permanezca dominante. Como Madame Rouge, De Mille se convirtió en la única miembro femenina de la Hermandad del Mal, y asistió a la Hermandad en sus continuos conflictos contra la Doom Patrol. Al principio, Madame Rouge era simplemente una maestra del disfraz; la cirugía posterior por el cerebro finalmente le dio la capacidad de alterar su apariencia y estirar sus extremidades.
Más tarde, la personalidad dividida de Rouge se manifestó nuevamente, con su buena personalidad ocasionalmente apareciendo. Rouge estaba vinculado románticamente con el líder de la Doom Patrol, Niles Caulder ("El Jefe"), quien pudo ayudar a Rouge a superar su lado malvado y aliarse con la Doom Patrol.
En última instancia, la mente de Rouge volvió a su estado de maldad, lo que la llevó a buscar venganza contra la Hermandad del Mal y la Doom Patrol por su interferencia anterior. Ella fue aparentemente exitosa en asesinar a ambos grupos. Años más tarde, Robotman y los Teen Titans rastrearon a Rouge y su aliado, el General Zahl. Chico Bestia (entonces cambiante) mató a Rouge, aunque en el momento de su muerte, su lado bueno aparentemente se manifestó; ella perdonó a Cambiante y llamó a Niles, su aparente amor verdadero.
La hija de Madame Rouge, Géminis, que también cambia de forma, apareció años más tarde para buscar venganza contra Chico Bestia.
En 2004, el escritor de DC John Byrne reinició la serie Doom Patrol y declaró que la historia anterior nunca había sucedido. A pesar de esto, Madame Rouge fue un zombi convocado por el Hermano Sangre para evitar que los Titans liberen a Kid Eternity en Teen Titans # 31 (2006). Desde entonces, el reinicio de Byrne de la franquicia de Doom Patrol fue anulado como una falla de continuidad creada por Superboy-Prime. Como tal, Madame Rouge sigue muerta y su historia se ha dejado intacta. Sin embargo, su hija Géminis ha comenzado a usar el disfraz de su madre y es miembro de la nueva Hermandad del Mal. En Blackest Night, Madame Rouge ha sido identificada como una de las personas fallecidas sepultadas debajo del Palacio de Justicia. El cadáver de Madame Rouge es revivido como Black Lantern durante el evento.

## Poderes y habilidades
Originalmente, Madame Rouge era una maestra del disfraz. Más tarde, Cerebro le dio la capacidad de estirar cualquier parte de su cuerpo a una longitud increíble, y podría alterar sus rasgos faciales para disfrazarse como cualquier persona.
En la serie animada Teen Titans, Rouge retiene sus habilidades de disfraz y estiramiento, pero sus poderes parecen ser mayores. Puede reformar su cuerpo, reparar cualquier daño que se haya visto, puede "fluir" a través de las cercas, alterar su color y tiene la fuerza suficiente para lanzar a la gente como muñecas o romper paredes de ladrillo con sus extremidades estiradas. Puede imitar voces y usar su cuerpo para rodear y sofocar a sus oponentes. Puede ser dañada por el fuego o congelada por el frío, y tiene problemas para mantener un disfraz a altas temperaturas, pero parece ser capaz de reparar el daño simplemente cambiando de forma a una forma no dañada.
En la serie animada, podía extender sus extremidades a grandes distancias para realizar ataques sorpresa, como agarrar a un enemigo en sus brazos, y a velocidades que le permitían golpear a Kid Flash.

## En otros medios

### Televisión

#### Animación
- Madame Rouge aparece como un gran antagonista en la serie animada Teen Titans, con la voz de Hynden Walch.[9]Su acento en la serie no es francés, pero suena más de Europa del Este o eslavo, y su traje es rojo en lugar de azul, lo que es coherente con su nombre ("rouge" es francés para "rojo"). Como el más avanzado superpoderes de los miembros principales de la Hermandad del Mal, Cerebro ve a Rouge como uno de sus agentes más valiosos y la envía a sacar a Wildebeest, Hotspot, Kid Flash y Robin, todos los cuales ella personalmente derrota de una forma u otra, pero se muestra que es extremadamente vulnerable a los poderes de "mala suerte" de Jinx, lo que llevó a su ruina. En lo que respecta a la personalidad, Rouge ha demostrado ser un luchador bastante frío, brutal y despiadado, y también es bastante severo, arrogante y algo sádico, complaciéndose en atormentar física y emocionalmente a cualquiera que parece ver como "niños". Ella no piensa mucho en Jinx al principio, ya que patrocina y menosprecia a Jinx, el otro de los cinco miembros de H.I.V.E., y su base, creyendo que son "aficionados"; sin embargo, una vez que Jinx la ataca, la ferocidad de sus poderes la impresiona, y afirma que estarán "en contacto". Junto con el resto de la Hermandad, fue congelada en una escultura de hielo al final de "Titans Together", por Jinx, Hotspot y Wildebeest, todos los cuales ella había contrariado personalmente.
- El corto animado de DC Nation The Spy Within the Doom Patrol presenta a Madame Rouge, con la voz de Debra Wilson. Ella se infiltra en el equipo disfrazándose de Jefa. Habiendo sido descubierta por Negative Man, ella ataca al equipo y logra incapacitarlos.
- Madame Rouge aparece en Teen Titans Go! episodio "Beast Girl", expresada de nuevo por Hynden Walch. Ella planeaba reemplazar el suministro de pizza del mundo con pierogies y borscht. Madame Rouge le dio a los Teen Titans un momento difícil con sus habilidades hasta que fue derrotada por Beast Girl y el resto de los Teen Titans de género opuesto.

#### Acción en vivo
Madame Rouge hizo su debut en vivo en la tercera temporada de Doom Patrol, interpretada por Michelle Gomez. En la serie, Madame Rouge llega a una máquina del tiempo con una misión muy específica que no puede recordar y advierte a Doom Patrol sobre la Hermandad del Mal y la Hermandad de Dada.

### Misceláneo
- Madame Rouge aparece en Justice League Unlimited # 31 y Justice League Adventures # 6.
- Madame Rouge apareció por primera vez en un flashback en el número 28 de Teen Titans Go! y en su totalidad en el número 46.